# Microdon xanthoprosopus
Microdon xanthoprosopus är en tvåvingeart som först beskrevs av Barretto och Lane 1947.  Microdon xanthoprosopus ingår i släktet myrblomflugor, och familjen blomflugor. Inga underarter finns listade i Catalogue of Life.